# Regnpinne

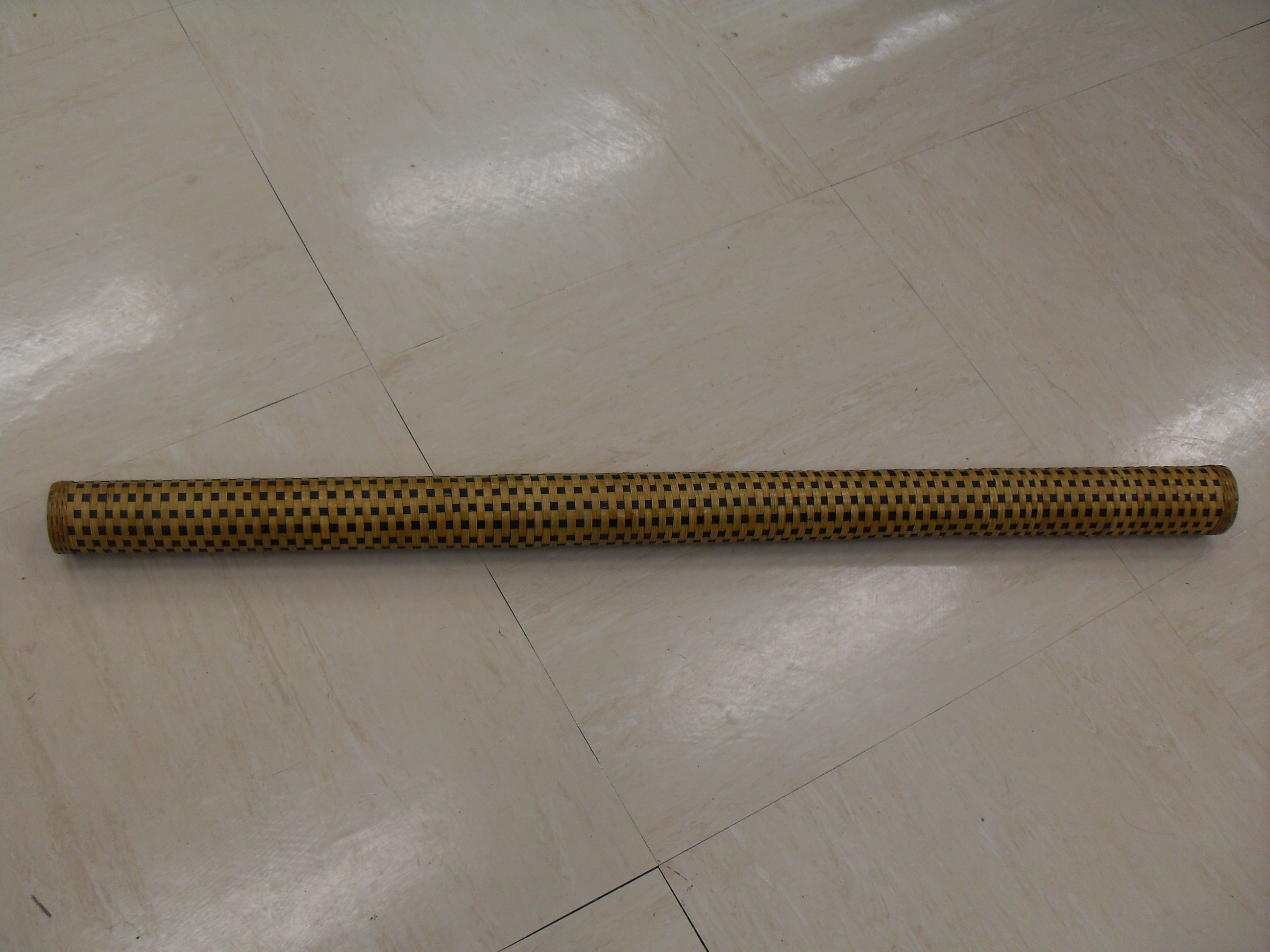
Traditionell regnpinne gjord av kaktus.

Regnpinne är en ihålig pinne som har instuckna stickor i sig samt små stenar. När pinnen vrids till ett vertikalt läge så faller de små stenarna ner och träffar de små instuckna stickorna. Ljudet som då uppstår låter som ett fallande regn.